# سینکرود

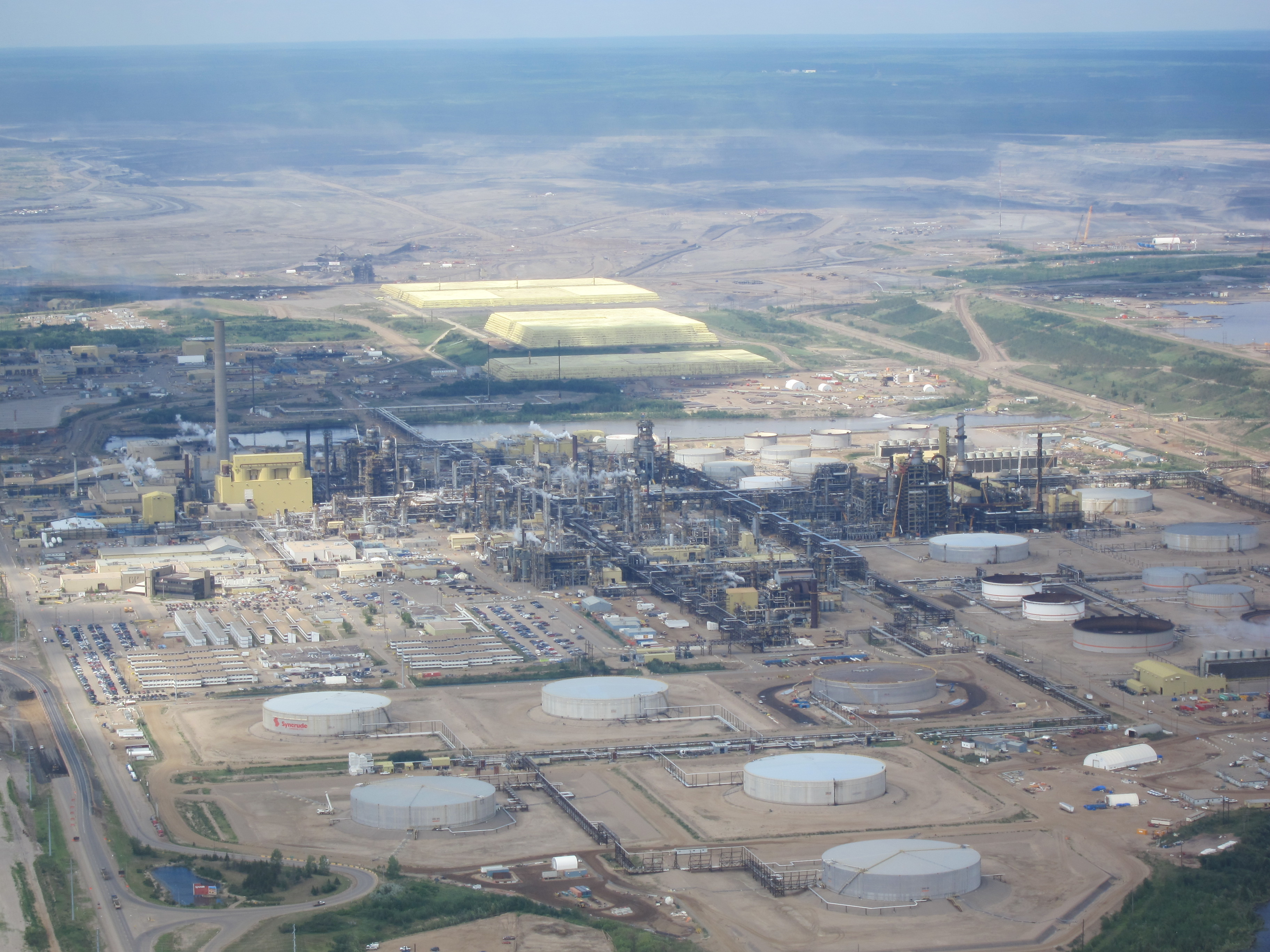
سایت تولیدی شرکت سینکرود در معدن آتاباسکا، آلبرتا

سینکرود (به انگلیسی: Syncrude) شرکت نفت کانادایی است، که به‌عنوان بزرگترین تولید کننده نفت خام غیرمتعارف از ماسه‌های نفتی در جهان شناخته می‌شود.
این شرکت با ظرفیت تولیدی معادل ۳۵۰ هزار بشکه در روز، معادل ۱۳ درصد از مجموع کل نفت تولید شده کشور کانادا را به خود اختصاص می‌دهد، همچنین ظرفیت ذخایر اثبات شده نفت آن در حدود ۱۱٫۹ میلیارد بشکه برآورد می‌شود.
شرکت سینکرود فعالیت خود را از سال ۱۹۶۴ آغاز نمود و در حال حاضر دفتر مرکزی آن در شهر فورت مک‌موری، آلبرتا قرار دارد.
سهامداران اصلی شرکت سینکرود شامل: کانیدین اویل سندز (۳۶٫۷۴٪)، ایمپریال اویل (۲۵٪)، سانکور انرژی (۱۲٪)، ساینوپک (۹٫۳٪)، نکزن (۷٫۲۳٪)، نیپون اویل (۵٪)، مورفی اویل (۵٪) می‌باشند.